# 30'erne f.Kr.
Århundreder: 2. århundrede f.Kr. – 1. århundrede f.Kr. – 1. århundrede
Årtier: 80'erne f.Kr. 70'erne f.Kr. 60'erne f.Kr. 50'erne f.Kr. 40'erne f.Kr. – 30'erne f.Kr. – 20'erne f.Kr. 10'erne f.Kr. 00'erne f.Kr. 00'erne 10'erne
År: 39 f.Kr. 38 f.Kr. 37 f.Kr. 36 f.Kr. 35 f.Kr. 34 f.Kr. 33 f.Kr. 32 f.Kr. 31 f.Kr. 30 f.Kr.